# Robin Valtiala
Robin Valtiala, född 4 januari 1967 i Grankulla, är en finländsk författare.  Han är son till Nalle Valtiala. 
Valtiala debuterade som poet med Bakfönster (1991), som följdes av Fingerfärg (1997), där en föga anslående förortsmiljö får leva sitt eget liv. Efter att ha blivit filosofie magister 1999 fick han sitt litterära genombrott med reseberättelsen Kontinent utan väggar (2000) som visar djup förtrogenhet med latinamerikansk litteratur. Romanen Långa barn ska spela gamla (2003) utspelas i en förort till Helsingfors, där betoningen på de språkliga variationerna resulterar i en delvis nydanande "oren" text. Mexicos uppsyn (2006) är en personligt formulerad reseskildring med många litterära referenser.